# Michał Rybczyński
Michał Rybczyński  (ur. 5 września 1945, zm. 27 października 2011) – muzykolog, redaktor muzyczny Polskiego Radia, współtwórca Lata z Radiem. 

## Życiorys
Był odpowiedzialny za muzykę w Lecie z Radiem, Sygnałach dnia.
W latach 70. i 80. główny redaktor muzyczny Lata z Radiem. Rybczyński wylansował wielu znanych piosenkarzy, m.in. Eleni, Danutę Mizgalską, Dalidę, Bobby Vintona.  Rybczyński lansował już znanych piosenkarzy, jak Anna Jantar, Krzysztof Krawczyk, Irena Jarocka, Helena Vondráčková, Budka Suflera itd.
Spoczywa na Komunalnym Cmentarzu Południowym w Warszawie.